# العلاقات الزامبية الساموية
العلاقات الزامبية الساموية هي العلاقات الثنائية التي تجمع بين زامبيا وساموا.

## مقارنة بين البلدين
هذه مقارنة عامة ومرجعية للدولتين:
| وجه المقارنة                                              | زامبيا                         | ساموا                        |
| --------------------------------------------------------- | ------------------------------ | ---------------------------- |
| المساحة (كم2)                                             | 752.62 ألف                     | 2.84 ألف                     |
| عدد السكان (نسمة)                                         | 17.09 مليون                    | 196.44 ألف                   |
| الكثافة السكانية (ن./كم²)                                 | 22.71                          | 69.17                        |
| العاصمة                                                   | لوساكا                         | أبيا                         |
| اللغة الرسمية                                             | لغة إنجليزية                   | لغة إنجليزية، اللغة الساموية |
| العملة                                                    | كواشا زامبي، كواشا زامبي قديم ‏ | تالا ساموي                   |
| الناتج المحلي الإجمالي (بليون دولار)                      | 25.81 مليار                    | 856.63 مليون                 |
| الناتج المحلي الإجمالي (تعادل القوة الشرائية) بليون دولار | 62.18 مليار                    | 1.15 مليار                   |
| الناتج المحلي الإجمالي الاسمي للفرد دولار أمريكي          | 1.30 ألف                       | 3.94 ألف                     |
| الناتج المحلي الإجمالي للفرد دولار أمريكي                 | 3.90 ألف                       | 5.79 ألف                     |
| مؤشر التنمية البشرية                                      | 0.586                          | 0.702                        |
| رمز المكالمات الدولي                                      | +260                           | +685                         |
| رمز الإنترنت                                              | .zm                            | .ws                          |
| المنطقة الزمنية                                           | ت ع م+02:00                    | ت ع م+13:00                  |

## منظمات دولية مشتركة
يشترك البلدان في عضوية مجموعة من المنظمات الدولية، منها:
| علم المنظمة | اسم المنظمة                                                | تاريخ انضمام زامبيا | تاريخ انضمام ساموا |
| ----------- | ---------------------------------------------------------- | ------------------- | ------------------ |
|             | العملية المشتركة للاتحاد الأفريقي والأمم المتحدة في دارفور | ?                   | ?                  |
|             | الاتحاد البريدي العالمي                                    | ?                   | ?                  |
|             | يونسكو                                                     | 9 نوفمبر 1964       | 3 أبريل 1981       |
|             | البنك الدولي للإنشاء والتعمير                              | 23 سبتمبر 1965      | 28 يونيو 1974      |
|             | منظمة التجارة العالمية                                     | ?                   | ?                  |
|             | وكالة ضمان الاستثمار متعدد الأطراف                         | 6 يونيو 1988        | 27 سبتمبر 2002     |
|             | دول الكومنولث                                              | ?                   | ?                  |
|             | الاتحاد الدولي للاتصالات                                   | 23 أغسطس 1965       | 7 أكتوبر 1988      |
|             | منظمة الشرطة الجنائية الدولية                              | ?                   | ?                  |
|             | مؤسسة التمويل الدولية                                      | 23 سبتمبر 1965      | 28 يونيو 1974      |
|             | الأمم المتحدة                                              | 1 ديسمبر 1964       | 15 ديسمبر 1976     |
|             | مجموعة دول أفريقيا والكاريبي والمحيط الهادئ                | ?                   | ?                  |
|             | مؤسسة التنمية الدولية                                      | 23 سبتمبر 1965      | 28 يونيو 1974      |
|             | منظمة حظر الأسلحة الكيميائية                               | ?                   | ?                  |
|             | المركز الدولي لتسوية المنازعات الاستشارية                  | 17 يوليو 1970       | 25 مايو 1978       |